# 濱田典子
濱田 典子（はまだ のりこ、1970年8月29日 - ）は、日本のフリーアナウンサー。元フジテレビジョンのアナウンサーで、2000年代初期には同じフジサンケイグループの共同テレビジョンに所属していた。

## 来歴
東京都出身。神奈川県立鎌倉高等学校、青山学院女子短期大学英文科卒業後、明治大学文学部文学科演劇学専攻に編入学する。卒業後、1993年4月フジテレビ入社。同期の奥寺健、平松あゆみとともに同局のアナウンサーになる。また、当時同局の専属契約アナウンサーであった関戸めぐみも、同じ年に共同テレビに入社している。
フジテレビ在籍中、気象予報士の資格を取得した。同局の女性アナウンサーで気象予報士になったのは、濱田が初とされている。
1997年同僚アナウンサーの福原直英と結婚、同年3月にフジテレビを退社したが、以後も同局の番組にフリーの立場で出演していた。1男2女の母。

## 担当番組
2001年当時の共同テレビ公式プロフィールからの参考。

### フジテレビ時代
報道番組
- FNNスーパータイム・平日版（1995年12月4日 - 1997年3月28日、お天気キャスター） - それ以前から、岩谷忠幸→山形斉子が不在時に担当

バラエティ番組・その他
- 森田一義アワー 笑っていいとも!（1993年5月 - 、テレフォンアナウンサー）
- あなたの東京（1993年5月 - ）
- パジャマで天気（1996年4月 - ）

### フリー転向後
情報番組
| 期間         | 期間          | 番組名                            | 役職 | 担当日     |
| ------------ | ------------- | --------------------------------- | ---- | ---------- |
| 1997年4月3日 | 1997年9月26日 | めざまし天気（フジテレビ）        | 司会 | 木・金曜日 |
| 1997年4月6日 | 1997年9月28日 | Grade-A（フジテレビ・関西テレビ） | 司会 | 日曜日     |

バラエティ番組
- 晴れたらイイねッ!（1997年4月 - ） - 土曜担当 → 月曜・火曜・水曜担当